# Alza la testa
Alza la testa è un film del 2009 diretto da Alessandro Angelini.

## Trama
Antonio Mero è un operaio specializzato in un cantiere nautico ed è un padre scapolo. Suo figlio Lorenzo - nato da una relazione con una ragazza albanese - è la sua unica ragione di vita. Il sogno di Antonio è che il ragazzo diventi un campione di pugilato, in modo da riscattare così la sua mediocre esistenza e la sua anonima carriera da dilettante in gioventù. Per questa ragione lo allena con severità in un vecchio magazzino adibito a palestra, insegnandogli giorno dopo giorno a tirare pugni e a proteggersi dai colpi bassi della vita; il pugilato è uno sport dove ci si confronta lealmente con l'avversario ed è un buon allenamento per crescere. Di fatto però quello che ha costruito intorno al figlio è un mondo chiuso, in cui le giornate trascorrono tutte uguali tra il lavoro, la scuola, gli allenamenti e le serate passate con gli amici del cantiere, che sono diventati una specie di famiglia. Un mondo intriso di rimpianti, di complicità maschili e diffidenza verso tutto ciò che è nuovo e diverso. L'equilibrio di questo rapporto esclusivo però non è destinato a durare.

## Riconoscimenti
- 2009 – Festival internazionale del film di Roma
  - Marc'Aurelio d'Argento per il miglior attore a Sergio Castellitto
- 2010 - David di Donatello
  - Candidatura per Migliore attrice non protagonista ad Anita Kravos
- 2010 - Nastro d'argento
  - Candidatura per Migliore soggetto ad Alessandro Angelini e Angelo Carbone
  - Candidatura per Migliore attore protagonista a Sergio Castellitto